# Campeonato da Oceania Juvenil de Atletismo de 1993
O Campeonato da Oceania Juvenil de Atletismo de 1993 foi a 1ª edição da competição organizada pela Associação de Atletismo da Oceania para atletas com menos de 18 anos, classificados como juvenil. O campeonato foi realizado entre os dias 15 a 16 de março de 1993. Teve como sede a cidade de Camberra, na Austrália, sendo disputadas 29 provas (15 masculino e 14 feminino). Teve como destaque a Nova Zelândia com 17 medalhas sendo 13 de ouro.

## Medalhistas
Resultados completos podem ser encontrados nas páginas da revista Athletics Weekly  e da história mundial do atletismo júnior. 

### Masculino
| Evento                   | Ouro                               | Ouro     | Prata                           | Prata    | Bronze                            | Bronze   |
| ------------------------ | ---------------------------------- | -------- | ------------------------------- | -------- | --------------------------------- | -------- |
| 100 metros               | Dean Wise · Nova Zelândia          | 11.10    | Galvin Ora · Ilhas Salomão      | 11.36    | Tomasi Rasoki · Fiji              | 11.43    |
| 200 metros               | Dean Wise · Nova Zelândia          | 22.47    | Galvin Ora · Ilhas Salomão      | 22.73    | Tomasi Rasoki · Fiji              | 22.93    |
| 400 metros               | P. Young · Nova Zelândia           | 48.87    | Evan Vatamana · Ilhas Salomão   | 51.67    | Maika Soqoidaveta · Fiji          | 52.90    |
| 800 metros               | P. Young · Nova Zelândia           | 1:54.72  | Evan Vatamana · Ilhas Salomão   | 2:04.35  | Bill Davu · Papua-Nova Guiné      | 2:04.99  |
| 1 500 metros             | Saimoni Kiniwa · Fiji              | 4:26.47  | Liken Ireng · Papua-Nova Guiné  | 4:28.64  | Ben Whitaker · Guam               | 4:28.66  |
| 3 000 metros             | Saimoni Kiniwa · Fiji              | 10:05.98 | Rereao Pakari · Ilhas Cook      | 10:28.17 | Ben Whitaker · Guam               | 10:31.96 |
| 110 metros barreiras     | Pauli Tu'imoala · Tonga            | 17.02    | Aufata Faleata · Samoa          | 17.70    | Darryl Anesi · Samoa              | 18.11    |
| 400 metros barreiras     | Teiki Rodiere · Polinésia Francesa | 1:03.11  |                                 |          |                                   |          |
| Revezamento medley 800 m | Fiji                               | 1:35.83  | Ilhas Salomão                   | 1:36.48  | Samoa                             | 1:40.41  |
| Salto em altura          | John Elisha · Papua-Nova Guiné     | 1.75     | Gideon Omokirio · Ilhas Salomão | 1.75     | Manare Ma'ake · Tonga             | 1.75     |
| Salto em comprimento     | Dean Wise · Nova Zelândia          | 6.79     | Coleridge Sua · Ilhas Salomão   | 6.28     | Galvin Ora · Ilhas Salomão        | 6.14     |
| Salto triplo             | Akilisi Tu'i · Tonga               | 13.11    | Darryl Anesi · Samoa            | 13.11    | David Wilson · Guam               | 11.10    |
| Arremesso de peso        | Aufata Faleata · Samoa             | 13.85    | Ricky Canon · Nauru             | 10.15    | Junior Harry · Ilhas Cook         | 9.88     |
| Lançamento de disco      | Aufata Faleata · Samoa             | 40.90    | Charles Winchester · Ilhas Cook | 32.10    | Pauli Tu'imoala · Tonga           | 27.82    |
| Lançamento do dardo      | Junior Harry · Ilhas Cook          | 51.02    | Fine Olsson · Nauru             | 47.78    | Honoré Perry · Polinésia Francesa | 41.52    |

### Feminino
| Evento                    | Ouro                                        | Ouro     | Prata                           | Prata    | Bronze                            | Bronze   |
| ------------------------- | ------------------------------------------- | -------- | ------------------------------- | -------- | --------------------------------- | -------- |
| 100 metros                | Jane Arnott · Nova Zelândia                 | 12.39    | Rosi Tamani · Fiji              | 12.53    | Maria Maunder · Nova Zelândia     | 12.60    |
| 200 metros                | Jane Arnott · Nova Zelândia                 | 24.72    | Rosi Tamani · Fiji              | 25.71    | Masilina Rakai · Fiji             | 26.11    |
| 400 metros                | Makelesi Bulikiobo · Fiji                   | 60.94    | Alle Gagole · Papua-Nova Guiné  | 63.43    | Mereseini Kelea · Fiji            | 63.65    |
| 800 metros                | Vanessa Guyot-Sionnest · Polinésia Francesa | 2:19.15  | Melina Hamilton · Nova Zelândia | 2:21.05  | Ilisapeci Ligalau · Fiji          | 2:21.15  |
| 1 500 metros              | Kate Inwood · Nova Zelândia                 | 4:53.30  | Ilisapeci Ligalau · Fiji        | 5:00.84  | Joy Nunua · Ilhas Salomão         | 5:01.56  |
| 3 000 metros              | Kate Inwood · Nova Zelândia                 | 10:08.59 | Ekari Raika · Fiji              | 11:11.82 | Joy Nunua · Ilhas Salomão         | 12:01.31 |
| 300 metros com obstáculos | Anne Dantin · Polinésia Francesa            | 48.6     |                                 |          |                                   |          |
| Revezamento medley 800 m  | Fiji                                        | 1:50.81  | Papua-Nova Guiné                | 1:59.71  | Nauru                             | 2:10.79  |
| Salto em altura           | Melina Hamilton · Nova Zelândia             | 1.55     | Ana Tong · Fiji                 | 1.45     | Anne Dantin · Polinésia Francesa  | 1.45     |
| Salto em comprimento      | Rosi Tamani · Fiji                          | 5.32     | Maria Maunder · Nova Zelândia   | 5.25     | Marica Likulawedua · Fiji         | 5.23     |
| Salto triplo              | Maria Maunder · Nova Zelândia               | 11.19    |                                 |          |                                   |          |
| Arremesso de peso         | Fleurette Bartley · Nova Zelândia           | 10.29    | Mareta Nayacalevu · Fiji        | 10.06    | Aliti O'Keeffe · Papua-Nova Guiné | 8.28     |
| Lançamento de disco       | Fleurette Bartley · Nova Zelândia           | 41.42    | Mareta Nayacalevu · Fiji        | 29.46    | Mytsuro Kato · Polinésia Francesa | 28.62    |
| Lançamento do dardo       | Monia Pahi · Polinésia Francesa             | 41.68    | Melina Hamilton · Nova Zelândia | 37.34    | Mytsuro Kato · Polinésia Francesa | 34.14    |

## Quadro de medalhas (não oficial)
| Ordem | País               | Medalha de ouro | Medalha de prata | Medalha de bronze | Total |
| ----- | ------------------ | --------------- | ---------------- | ----------------- | ----- |
| 1     | Nova Zelândia      | 13              | 3                | 1                 | 17    |
| 2     | Fiji               | 6               | 7                | 7                 | 20    |
| 3     | Polinésia Francesa | 4               | 0                | 4                 | 8     |
| 4     | Samoa              | 2               | 2                | 2                 | 6     |
| 5     | Tonga              | 2               | 0                | 2                 | 4     |
| 6     | Papua-Nova Guiné   | 1               | 3                | 2                 | 6     |
| 7     | Ilhas Cook         | 1               | 2                | 1                 | 4     |
| 8     | Ilhas Salomão      | 0               | 7                | 3                 | 10    |
| 9     | Nauru              | 0               | 2                | 1                 | 3     |
| 10    | Guam               | 0               | 0                | 3                 | 3     |
| Total | Total              | 29              | 26               | 26                | 81    |

## Participantes (não oficial)
Uma contagem não oficial produz o número de cerca de 96 atletas de 13 nacionalidades. Não havia atletas do país anfitrião, Austrália.
| - Samoa Americana (8) - Ilhas Cook (7) - Fiji (16) - Guam (6) - Ilhas Marshall (5) | - Nauru (10) - Nova Zelândia (7) - Marianas Setentrionais (2) - Papua-Nova Guiné (8) | - Samoa (6) - Ilhas Salomão (7) - Polinésia Francesa (7) - Tonga (7) |